# Spintherus graminus
Spintherus graminus is een vliesvleugelig insect uit de familie Pteromalidae. De wetenschappelijke naam is voor het eerst geldig gepubliceerd in 1763 door Scopoli.